# Propension à consommer
 (juillet 2016).
Si vous disposez d'ouvrages ou d'articles de référence ou si vous connaissez des sites web de qualité traitant du thème abordé ici, merci de compléter l'article en donnant les références utiles à sa vérifiabilité et en les liant à la section « Notes et références ».
Dans la théorie de Keynes, la propension à consommer est la part du revenu disponible d'un ménage qui est consacrée à la consommation.

## Étymologie
Une propension est une « force intérieure, innée, naturelle, qui oriente spontanément ou volontairement vers un agir, un comportement ». La propension à consommer est donc une force qui pousse les individus à la consommation, généralement des biens dit de consommation.

## Description
La propension moyenne à consommer est la part du revenu consacrée à la consommation (C/R). On la note PMC.
La propension marginale à consommer est la part d'une unité de revenu supplémentaire consacrée à la consommation, c'est-à-dire le rapport entre la variation de la consommation et la variation du revenu. On la note souvent PmC ou c ({\displaystyle c=\partial C/\partial R}).
Puisque tout revenu est soit consommé, soit épargné (Keynes considère l'épargne comme un résidu de la consommation, c'est-à-dire l'épargne est ce qu'il reste du revenu après la consommation et le versement des impôts)
- la somme des propensions moyennes à consommer et épargner vaut 1,
- la somme des propensions marginales à consommer et épargner vaut aussi 1,
- On peut donc écrire "s" la propension marginale a épargner sous la forme: (1-c),

et "c" la propension marginale à consommer sous la forme: (1-s),
- s et c ont tous les deux une valeur comprise entre 0 et 1.

On en déduit mathématiquement que pour une unité supplémentaire de revenu acquise, la consommation augmentera mais dans de moins grandes proportions que le revenu. Keynes définit ce phénomène dans sa Loi psychologique fondamentale.

## Loi psychologique fondamentale
"La loi psychologique fondamentale sur laquelle nous pouvons nous appuyer en toute sécurité, à la fois a priori en raison de notre connaissance de la nature humaine, et a posteriori en raison des renseignements détaillés d'une expérience, c'est qu'en moyenne, et la plupart du temps, les hommes tendent à accroître leur consommation à mesure que leur revenu croît mais non d'une quantité aussi grande que l'accroissement du revenu."
La deuxième partie de la loi psychologique fondamentale est que la Pmc < 1, de plus elle reste toujours stable.

## Critique de la loi psychologique fondamentale
L'explication la plus généralement acceptée de ce paradoxe est celle donnée par Thomas Brown en 1952, selon laquelle lorsque les revenus baissent, la consommation tend à rester la même, comme on a pu l'observer pendant les années 1980 en France. Thomas Brown se refuse à parler d'irréversibilité des habitudes de consommation, invoquant davantage une inertie comportementale, sur les fondements de laquelle un individu moyen adapterait sa consommation avec retard par rapport à l'évolution de ses revenus. Les consommateurs sont, eux aussi, sous l'influence d'une sorte d'effet crémaillère, qui les pousse à fixer leur comportement de consommation sur le revenu le plus élevé qu'ils ont connu à court terme, en proie à un hystérésis de l'habitus, relativement à leur mode de consommation. La consommation actuelle dépend donc du revenu courant et des habitudes de consommation antérieures: on parle encore d'effet mémoire.